# Heriberto Tavares
Heriberto Moreno Borges Tavares (Amadora, Portugal, 19 de febrero de 1997) más conocido como Heriberto Tavares es un futbolista portugués con nacionalidad caboverdiana. Juega de extremo derecho en la SD Ponferradina de la Segunda División de España. Es internacional con la Selección de fútbol sub-20 de Portugal.

## Trayectoria
Es un jugador formado en las categorías inferiores del Sporting de Lisboa y el Os Belenenses. En julio de 2016, firma por el Sport Lisboa e Benfica "B" de la Liga de Honra, la segunda liga portuguesa.
El 27 de julio de 2018, firma por el Moreirense Futebol Clube de la Liga de Honra, la segunda liga portuguesa, en calidad de cedido por el Sport Lisboa e Benfica durante una temporada.
El 16 de julio de 2019, Heri firma por el Boavista Futebol Clube de la Primera División de Portugal, en calidad de cedido por el Sport Lisboa e Benfica durante una temporada.
El 3 de agosto de 2020, firma por el Stade Brestois 29 de la Ligue 1.
El 11 de enero de 2021, Heri es cedido al Futebol Clube Famalicão de la Primera División de Portugal, por el resto de la temporada.
En julio de 2021, firma en propiedad por el Futebol Clube Famalicão de la Primera División de Portugal.
El 31 de agosto de 2022, firma por el SD Ponferradina de la Segunda División de España, en calidad de cedido por el Futebol Clube Famalicão durante una temporada.

## Selección nacional
Es internacional en las categorías inferiores de la Selección de fútbol de Portugal desde a la sub-15 a la sub-21, disputando 20 partidos en los que anota 7 goles. Hizo su debut con la sub-21 el 14 de noviembre de 2017, sustituyendo a Diogo Jota en la segunda mitad en la victoria por 2-1 en casa contra Suiza en la fase de clasificación para el Campeonato de Europa de la UEFA de 2019.

## Clubes
| Club                              | País     | Año       |
| --------------------------------- | -------- | --------- |
| Sport Lisboa e Benfica "B"        | Portugal | 2016-2020 |
| Moreirense Futebol Clube (cedido) | Portugal | 2018-2019 |
| Boavista Futebol Clube (cedido)   | Portugal | 2019-2020 |
| Stade Brestois 29                 | Francia  | 2020-2021 |
| Futebol Clube Famalicão (cedido)  | Portugal | 2021      |
| Futebol Clube Famalicão           | Portugal | 2021-act. |
| SD Ponferradina                   | España   | 2022-act. |